# Buena Vista County
Das Buena Vista County ist ein County im US-amerikanischen Bundesstaat Iowa. Im Jahr 2020 hatte das County 20.823 Einwohner und eine Bevölkerungsdichte von 14 Einwohnern pro Quadratkilometer.  Der Verwaltungssitz (County Seat) ist Storm Lake.

## Geografie
Das County liegt im mittleren Nordwesten von Iowa und hat eine Fläche von 1502 km², wovon 14 km² Wasserfläche sind.
Im Nordosten des Countys entspringt der North Raccoon River, der über den Raccoon River und den Des Moines River zum Stromgebiet des Mississippi gehört. Der Norden und Westen des Countys wird vom Little Sioux River entwässert, einem linken Nebenfluss des Missouri.
An das Buena Vista County grenzen folgende Nachbarcountys:
| O’Brien County  | Clay County | Palo Alto County  |
| Cherokee County |             | Pocahontas County |
| Ida County      | Sac County  | Calhoun County    |

## Geschichte

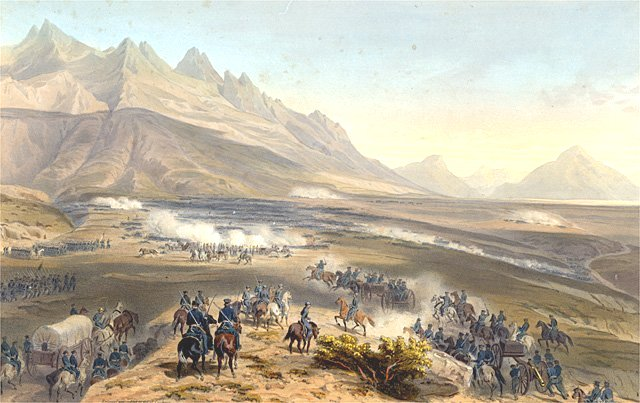
Schlacht von Buena Vista

Das Buena Vista County wurde am 15. Januar 1851 aus als frei bezeichneten – in Wirklichkeit aber von Indianern besiedelten – Territorium gebildet. Benannt wurde es in Gedenken an die Schlacht von Buena Vista im Mexikanisch-Amerikanischen Krieg.
Das erste Gerichtsgebäude, ein zweistöckiges Holzhaus, wurde 1870 in Sioux Rapids errichtet, brannte aber 1877 ab. 1878 wurde der Verwaltungssitz nach Storm Lake verlegt und Gerichtsverhandlungen im dortigen Rathaus abgehalten. 1888 wurde ein neues dreistöckiges Ziegelgebäude als neues Courthouse fertiggestellt.

Das heutige Gebäude wurde 1972 seiner Bestimmung übergeben.

## Bevölkerung

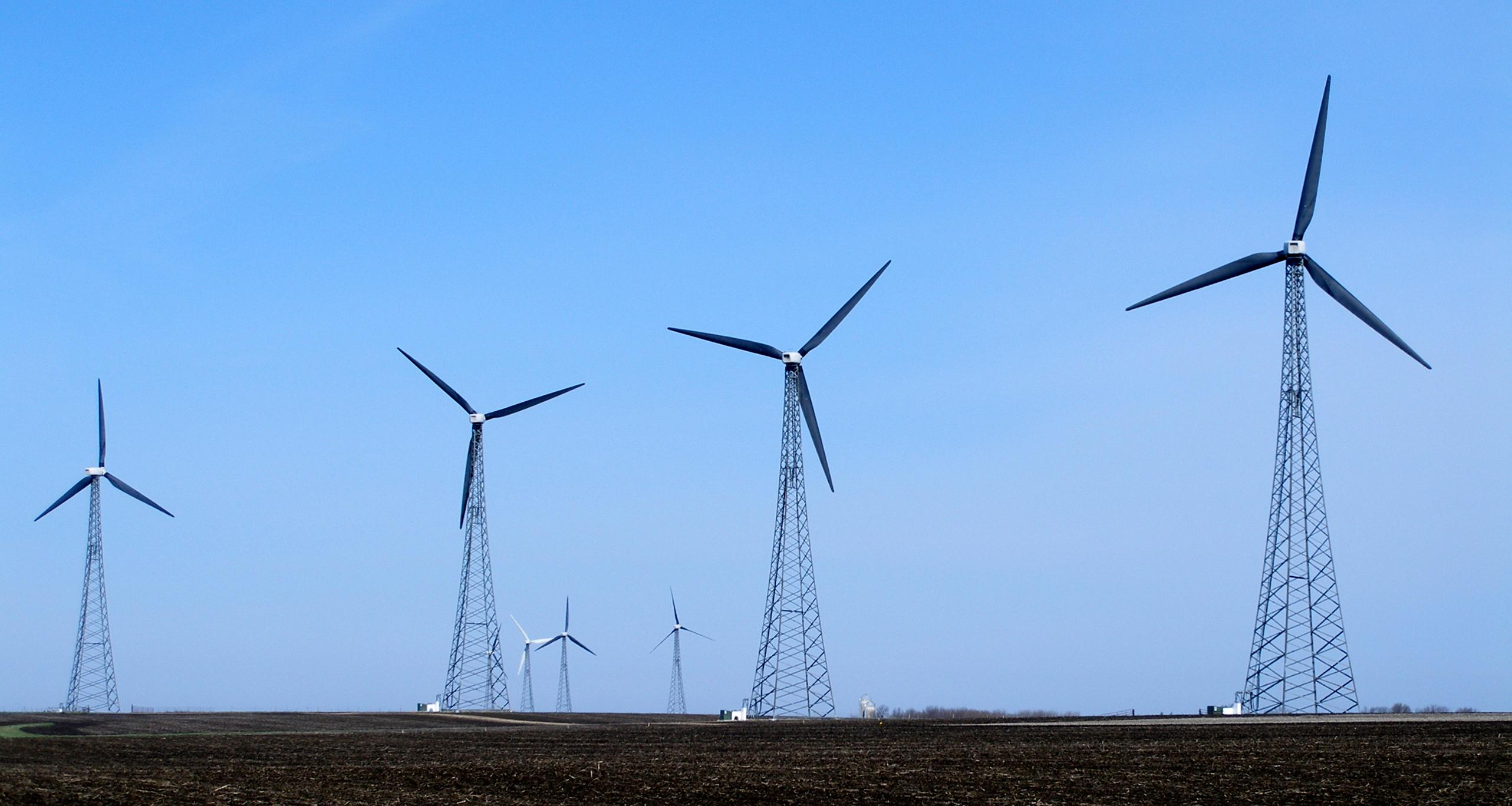
Windpark im Buena Vista County

Nach der Volkszählung im Jahr 2010 lebten im Buena Vista County 20.260 Menschen in 7579 Haushalten. Die Bevölkerungsdichte betrug 13,6 Einwohner pro Quadratkilometer. In den 7579 Haushalten lebten statistisch je 2,45 Personen.
Ethnisch betrachtet setzte sich die Bevölkerung zusammen aus 80,7 Prozent Weißen, 2,7 Prozent Afroamerikanern, 0,3 Prozent amerikanischen Ureinwohnern, 5,6 Prozent Asiaten sowie aus anderen ethnischen Gruppen; 1,8 Prozent stammten von zwei oder mehr Ethnien ab. Unabhängig von der ethnischen Zugehörigkeit waren 22,7 Prozent der Bevölkerung spanischer oder lateinamerikanischer Abstammung.
25,0 Prozent der Bevölkerung waren unter 18 Jahre alt, 59,9 Prozent waren zwischen 18 und 64 und 15,1 Prozent waren 65 Jahre oder älter. 49,9 Prozent der Bevölkerung war weiblich.
Das jährliche Durchschnittseinkommen eines Haushalts lag bei 43.864 USD. Das Prokopfeinkommen betrug 20.881 USD. 15,2 Prozent der Einwohner lebten unterhalb der Armutsgrenze.

## Ortschaften im Buena Vista County
Citys
| - Albert City - Alta - Lakeside - Linn Grove - Marathon | - Newell - Rembrandt - Sioux Rapids - Storm Lake - Truesdale |

Unincorporated Communities
| - Bel Air Beach - Casino Beach - Cornell - Diamond Center | - Hanover - Juniata - Sulphur Springs - West Storm Lake |

## Gliederung
Das Buena Vista County ist in 16 Townships eingeteilt:
| Township           | Einwohner (2010) | FIPS     |
| ------------------ | ---------------- | -------- |
| Barnes Township    | 575              | 19-90129 |
| Brooke Township    | 140              | 19-90351 |
| Coon Township      | 172              | 19-90822 |
| Elk Township       | 194              | 19-91173 |
| Fairfield Township | 891              | 19-91272 |
| Grant Township     | 308              | 19-91632 |
| Hayes Township     | 1199             | 19-91887 |
| Lee Township       | 231              | 19-92400 |

| Township              | Einwohner (2010) | FIPS     |
| --------------------- | ---------------- | -------- |
| Lincoln Township      | 159              | 19-92529 |
| Maple Valley Township | 226              | 19-92823 |
| Newell Township       | 1125             | 19-93078 |
| Nokomis Township      | 2209             | 19-93129 |
| Poland Township       | 442              | 19-93435 |
| Providence Township   | 254              | 19-93513 |
| Scott Township        | 246              | 19-93768 |
| Washington Township   | 514              | 19-94461 |

Die Städte Sioux Rapids und Storm Lake gehören keiner Township an.